# Висим (Пермский край)
Висим — село в Добрянском районе Пермского края. Административный центр Висимского сельского поселения.

## История
Населённый пункт возник при Висимском казённом медеплавильном заводе, основанном в 1735 году и пущенном в эксплуатацию в 1736 году. Получил своё название по реке Малый Висим. Другое название — Висимский завод. Завод был закрыт по указу Пермской казённой палаты от 31 декабря 1785 года из-за недостатка медной руды. В 1833 году его преобразовали в Висимскую казённую дачу.
Висим стал селом в 1905 году, когда здесь была построена Свято-Троицкая деревянная церковь-школа. В 1925—1926 годах в селе организовали Висимский лесозаготовительный район. В 1930—1963 годах здесь существовал колхоз «Красный Урал».
В 2024 году в состав села включена упразднённая деревня Сибирь.

## Географическое положение
Село расположено на берегу Камского водохранилища, при впадении в него реки Малый Висим, примерно в 35 км к северо-западу от города Добрянка.

## Население
| 2010 |
| ---- |
| 164  |

## Улицы
- Висимская ул.
- Кирова ул.
- Ковина ул.
- Колхозная ул.
- Набережная ул.
- Полевая ул.
- Пролетарская ул.
- Советская ул.
- Совхозная ул.
- Трактовая ул.

## Образование
- Висимская основная общеобразовательная школа

## Топографические карты
- Лист карты O-40-53 Доьрянка. Масштаб: 1 : 100 000. Издание 1977 г.